# Mycosphaerella puerariicola
Mycosphaerella puerariicola är en svampart som beskrevs av Weimer & Luttr. 1948. Mycosphaerella puerariicola ingår i släktet Mycosphaerella och familjen Mycosphaerellaceae.   Inga underarter finns listade i Catalogue of Life.